# Воррен (округ, Кентуккі)
Шаблон:StateAbbr_ 36°59′ пн. ш. 86°25′ зх. д. / 36.99° пн. ш. 86.42° зх. д.
Округ  Воррен (англ. Warren County) — округ (графство) у штаті  Кентуккі, США. Ідентифікатор округу 21227.

## Історія
Округ утворений 1796 року.

## Демографія
За даними перепису 
2000 року 
загальне населення округу становило 92522 осіб, зокрема міського населення було 58314, а сільського — 34208.
Серед мешканців округу чоловіків було 45356, а жінок — 47166. В окрузі було 35365 домогосподарств, 23427 родин, які мешкали в 38350 будинках.
Середній розмір родини становив 2,97.
Віковий розподіл населення поданий у таблиці:
| Стать    | До 15 років | 15-21 | 22-29 | 30-39 | 40-49 | 50-65 | 65-85 | Понад 85 |
| -------- | ----------- | ----- | ----- | ----- | ----- | ----- | ----- | -------- |
| Чоловіки | 9190        | 6452  | 6472  | 6477  | 6447  | 6481  | 3527  | 310      |
| Жінки    | 8476        | 6744  | 5984  | 6635  | 6766  | 6721  | 4988  | 852      |

## Суміжні округи
- Едмонсон — північний схід
- Беррен — схід
- Аллен — південний схід
- Сімпсон — південь
- Лоґан — південний захід
- Батлер — північний захід

## Виноски
1. ↑  U.S. Decennial Census. United States Census Bureau. Архів оригіналу за 4 квітня 2018. Процитовано 20 серпня 2014.
2. ↑  Historical Census Browser. University of Virginia Library. Архів оригіналу за 11 серпня 2012. Процитовано 20 серпня 2014.
3. ↑  Population of Counties by Decennial Census: 1900 to 1990. United States Census Bureau. Архів оригіналу за 13 жовтня 2014. Процитовано 20 серпня 2014.
4. ↑  Census 2000 PHC-T-4. Ranking Tables for Counties: 1990 and 2000 (PDF). United States Census Bureau. Архів оригіналу (PDF) за 18 грудня 2014. Процитовано 20 серпня 2014.
5. ↑  State & County QuickFacts. United States Census Bureau. Архів оригіналу за 22 липня 2011. Процитовано 6 березня 2014.
6. ↑  American FactFinder. Бюро перепису населення США. Архів оригіналу за 26 лютого 2012. Процитовано 31 січня 2008.

| США | Це незавершена стаття з географії США. Ви можете допомогти проєкту, виправивши або дописавши її. |